# Metsosaari (ö i Södra Savolax, Nyslott, lat 62,19, long 28,92)
Metsosaari är en ö i Finland. Den ligger i sjön Enonvesi och i kommunen Enonkoski i den ekonomiska regionen  Nyslotts ekonomiska region  och landskapet Södra Savolax, i den sydöstra delen av landet, 300 km nordost om huvudstaden Helsingfors. Öns area är 3,7 hektar och dess största längd är 450 meter i öst-västlig riktning.